# EDP Sciences
EDP Sciences is een Franse uitgeverij van wetenschappelijke literatuur. Het bedrijf is eigendom van 4 Franse wetenschappelijke organisaties: de Société française de physique, de Société française de chimie, de Société de mathématiques appliquées et industrielles en de société française d'optique.
De uitgeverij is opgericht in 1920 als de Société du Journal de Physique en had tot doel het in 1872 opgerichte Journal de Physique (nu onderdeel van het European Physical Journal) uit te geven, nadat het was gefuseerd met het in 1904 opgerichte Le Radium. Onder de oprichters waren verschillende beroemde wetenschappers zoals Marie Curie, Louis de Broglie, en Paul Langevin.
Nadien is het bedrijf meer tijdschriften gaan uitgeven, ook op andere gebieden dan de natuurkunde. In 1997 veranderde het bedrijf de naam, inmiddels Les Éditions de Physique, in EDP Sciences, wat staat voor het wat gekunstelde Édition Diffusion Presse Sciences.
EDP Sciences geeft ruim 50 wetenschappelijke tijdschriften uit en zo'n 40 boeken per jaar, zowel van wetenschappelijke als van populair-wetenschappelijke aard.